# Marta Cartabia
Marta Cartabia (San Giorgio su Legnano, 14 de mayo de 1963) es una constitucionalista y jurista italiana. Desde el 13 de febrero de 2021 hasta el 22 de octubre de 2022, fue la ministra de Justicia de Italia en el gobierno de Mario Draghi. Fue la primera mujer en presidir el Tribunal Constitucional italiano en diciembre de 2019.

## Biografía
Nació en San Giorgio su Legnano el 14 de mayo de 1963. Graduada por la Universidad de Milán en 1987 con la lectura de la tesina Esiste un diritto costituzionale europeo?, dirigida por Valerio Onida, se doctoró en derecho por el Instituto Universitario Europeo en Florencia en 1993. Está considerada próxima al movimiento católico Comunión y Liberación.
Cartabia estuvo empleada por la Corte Constitucional de la República Italiana entre 1993 y 1996. En 2005, trabajó para la Universidad de Milán-Bicocca como profesora del curso «Jean Monnet» de Derecho Constitucional Europeo. Entre 2006 y 2010 trabajo como asesora para la Agencia de los Derechos Fundamentales de la Unión Europea. Durante el curso académico 2009-10 Cartabia fue Straus fellow del Instituto Straus de Estudios Avanzados de Justicia y Derecho, en Nueva York.
El 2 de septiembre de 2011 fue nombrada juez de la Corte Constitucional por el presidente de la República Giorgio Napolitano, tomando posesión el 13 de septiembre de 2011. El 12 de noviembre de 2014 se convirtió en vicepresidenta del tribunal y el 11 de diciembre de 2019 se convirtió en la primera mujer en presidir el Tribunal Constitucional de Italia.
En diciembre de 2017, fue nombrada miembro suplente de la Comisión de Venecia.
Se barajó su nombre para ocupar el cargo de primera ministra cuando el Movimiento 5 Estrellas y la Liga negociaban su gobierno en 2018.
En diciembre de 2019 asumió la presidencial del Tribunal Constitucional de Italia, siendo la primera mujer en presidir esta institución.
El 13 de febrero de 2021 fue nombrada la ministra de Justicia de Italia en el gobierno de Mario Draghi siendo la primera mujer en presidir el Tribunal Constitucional italiano. Entre sus prioridades se plantea una reforma de la justicia para acelerar los tiempos de los procesos.

## Condecoraciones
- Gran Cruz de la Orden del Mérito de la República Italiana (2011).[10]